# Seven Years Bad Luck
Seven Years Bad Luck is een Amerikaanse comedyfilm uit 1921. De Fransman Max Linder was zowel schrijver van het script, regisseur, producent en hoofdrolspeler van de film.

## Synopsis
Max Linder wordt wakker met een kater. Ondertussen is zijn butler aan het stoeien met een dienstmeisje en ze breken per ongeluk een spiegel. Om dit voor Max verborgen te houden vraagt de butler aan de kok om achter de gebroken spiegel te gaan staan en Max precies na te doen als die zich gaat scheren. De butler belt ondertussen voor een nieuwe spiegel. Max doorziet na een tijdje wat er aan de hand is en besluit zijn schoen in het gezicht van de kok achter de spiegel te gooien. Tot zijn verbazing gooit hij de spiegel kapot. Deze was namelijk net op tijd vervangen.
Max is bijgelovig en ziet dit als het begin van komend onheil. Hij probeert nu alles op alles te zetten om ongelukken te voorkomen, maar door zijn gestuntel gaat het van kwaad tot erger.

## Spelers
| Acteur            | Personage                |
| ----------------- | ------------------------ |
| Max Linder        | zichzelf                 |
| Ralph McCullough  | John, Max' butler        |
| Betty K. Peterson | Mary, Max' dienstmeisje  |
| Harry Mann        | de kok                   |
| Alta Allen        | Betty, Max' verloofde    |
| F.B. Crayne       | de gemene vriend van Max |